# Leucula sigillata
Leucula sigillata là một loài bướm đêm trong họ Geometridae.